# Gamella
Il Gamella è un torrente del Trentino-Alto Adige che scorre in una delle valli (val della Gamella) sopra Riva del Garda; nel suo ultimo tratto, dalla località Deva all'affluenza con il Varone, è chiamato Albola.

## Il percorso

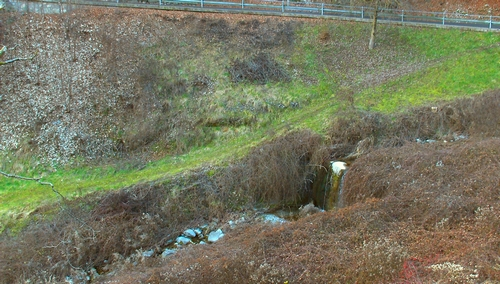
Il torrente a Campi, frazione di Riva del Garda

### Le sorgenti
Il torrente Gamella nasce a Bocca di Tratt (1604 m) accanto al gruppo delle Pichee, l'acqua che si raduna dallo scioglimento delle nevi nelle cime più a sud delle Piche e scende lungo ruscelli fino a Bocca di Tratt, qui si unisce all'acqua di due polle sorgive, una sotto il rifugio Pernici e una in località Dos dei Fiori; da Dos dei Fiori i vari corsi d'acqua si uniscono e danno vita al torrente che inizia a scendere rapidamente verso valle nel bosco a volte dividendosi in più rami.

### Da località Grassi fino alle contrade di Campi
La Gamella raggiunge infine la località Grassi (1055 m) e qui si immette nel suo letto naturale e inizia a scendere nella profonda valle fino a raggiungere le contrade del territorio di Campi (600 – 650 m) da alcuni anni non più indipendente ma unito al comune di Riva del Garda, attraversa le frazioni di Malacarne, Parisi e Zumiani lasciandosi a sinistra Campi, l'abitato principale e altre contrade che si inerpicano sul Monte Tombio, qui lascia qualsiasi struttura urbana e percorre una lunga valle boscosa e inalterata fino a raggiungere la forra, qui con una serie di piccole cascate raggiunge la piana di Riva del Garda.

### L'attraversamento di Riva del Garda
La Gamella ora prende il nome di fiume Albola e attraversa le località rivane di San Giacomo e Albola fino a entrare a Riva del Garda e percorrerla pienamente fino ad arrivare nei pressi di punta Lido sul Garda, qui a trecento metri dal lago si unisce al fiume Magnone ed entra nel lago di Garda, alla foce viene soprannominata Rio Varoncello, in contrapposizione col Rio Varone, altro nome del Magnone.